# Xavier Valls
Pour les articles homonymes, voir Valls (homonymie).
Xavier Valls, né Xavier Valls Subirà le 18 septembre 1923 à Horta et mort le 16 septembre 2006 à Barcelone en Espagne, est un artiste peintre espagnol, étudiant de l'école Massana de Barcelone, qui a vécu à Paris à partir de 1948. Peintre de natures mortes, aquarelliste, il a aussi réalisé des compositions d'art sacré.
Il est le père de l'homme politique français Manuel Valls et le cousin du compositeur de musique Manuel Valls i Gorina.

## Biographie

### Jeunesse espagnole
Xavier Valls est le fils de Magi Valls i Marti, banquier catalan, fondateur la « banque Pons i Valls » (1954-1930), cofondateur et collaborateur en 1929 du journal catholique conservateur « El Matí » (1929-1936). Il est le fils cadet d'une famille de six enfants.

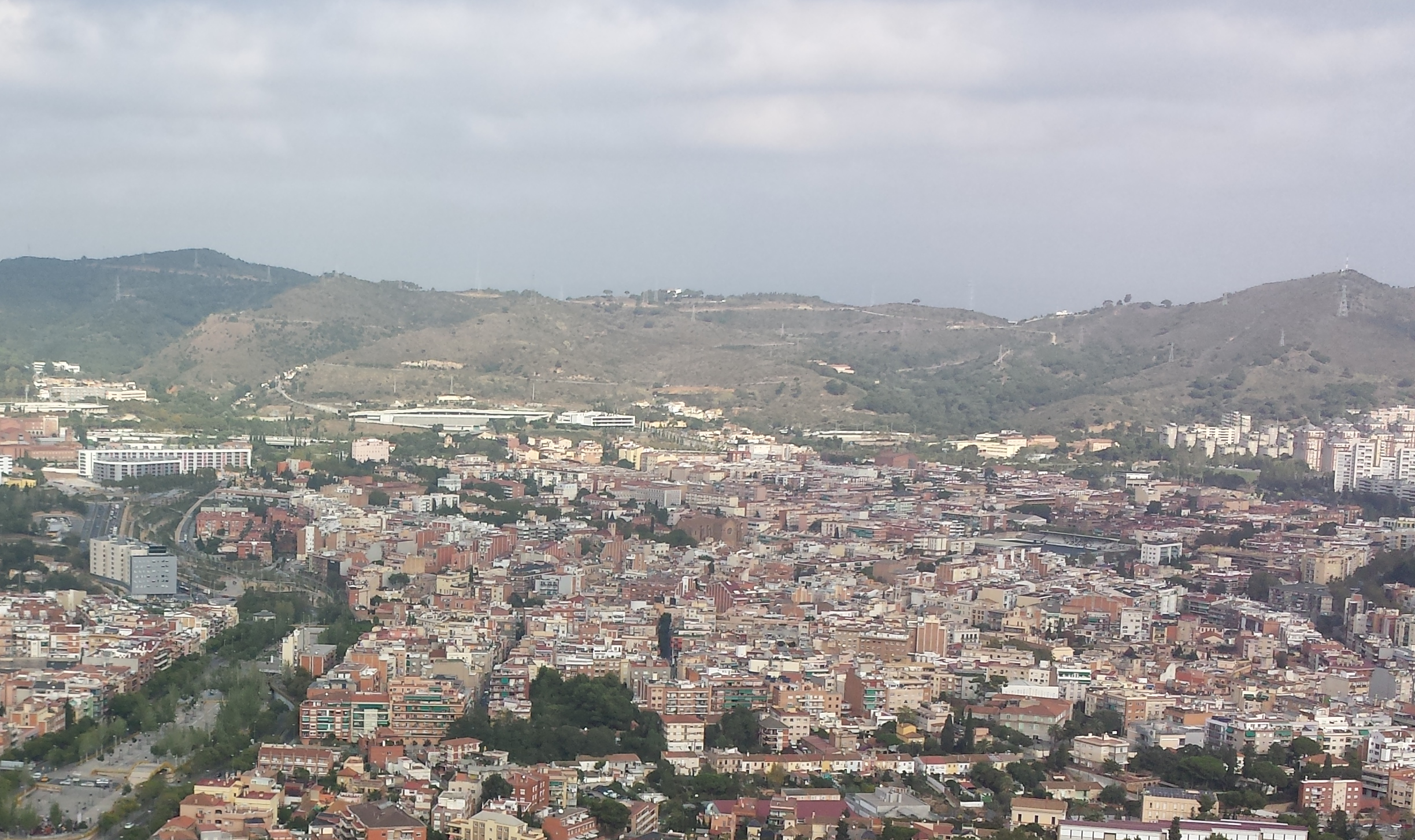
Vue aérienne du quartier Horta, rattaché aujourd'hui à Barcelone

Il passe sa jeunesse dans son village natal, où il apprend à peindre au naturel avec le sculpteur suisse Charles Collet,, voisin et ami de ses parents, son seul maître. Il lui enseigne le modelage et lui fait connaître des oeuvres de Paul Cézanne, Pablo Picasso et Henri Matisse. Son oncle, Nolasc Valls i Martí était peintre mais c'est l'abbé Manuel Trens, directeur du musée diocésain de Barcelone (es), qui lui inculque un grand intérêt pour l'art.
En 1939-1940, Xavier Valls suit les cours préparatoires d'une école des arts et métiers de Barcelone, l'école Massana. Ensuite, il apprend la technique du vitrail avec (en) Jaume Busquets puis travaille comme créateur chez le joaillier Ramon Sunyer Clarà (ca).
Il devient membre du Cercle des Arts Décoratifs.
Il côtoie ou s'entoure d'autres artistes comme le photographe et peintre Otto Lloyd, le peintre Josep Amat (es) ou le sculpteur (es) Enric Casanovas, aussi les architectes Lluís Bonet i Garí, (en) Isidre Puig Boada et (ca) Francesc Folguera i Grassi, ainsi que le décorateur Santiago Marco, ou des artistes plus anciens comme Manolo Hugué, le céramiste Josep Llorens Artigas ou Joaquim Sunyer.
En 1946, avec Suzanne Alemany, Charles Collet, (es) Alfred Figueras et Bernard Sanjuan, il est fondateur du Cercle Maillol, créé au sein de l'Institut français de Barcelone et promu pour organiser des expositions,.

### Vie à Paris
Xavier Valls obtient en 1949 une bourse d'un mois de l'Institut français de Barcelone pour se rendre à Paris où il décide de s'installer. Il loge d'abord au Collège d'Espagne de la Cité Universitaire de Paris puis à Ecouen (Val-d'Oise). Il s'installe ensuite dans une chambre de bonne à Montparnasse, le quartier des artistes, et travaille chez Barillet, chargé de la restauration des vitraux endommagés par les bombardements de la Seconde Guerre mondiale, ce qui lui fait déclarer en juin 1969 dans une interview : « Quand je vais à la Sainte-Chapelle, et que mes yeux se portent vers une grande rosace je suis évidemment surpris de reconnaître mes fleurs de lys... ».
Il rencontre le critique d’art qui deviendra son ami Julián Gállego. Dans les années 50, il fréquente la maison du philosophe et promoteur culturel (es) Maurici Torra Balari et celle des sculpteurs Pablo (et Magali) Gargallo et Pierrette Gargallo, et côtoie notamment Jean Genet ou Henry de Montherlant, et les peintres Francesc Sales Roviralta, J. Fin ou Javier Vilató.
Chaque samedi, il retrouve dans un café du boulevard Edgar-Quinet, ses compatriotes peintres : Oscar Dominguez, Antoni Clavé, Apel·les Fenosa, Joaquin Peinado et Javier Vilató, neveu de Picasso.
Il aide Fernand Léger dans sa réalisation de vitraux, en travaillant quatre années chez un maître verrier de la rue de Vaugirard. Il devient ami avec le peintre Luis Fernández, l'écrivain Tristan Tzara, Salomón, le critique d'art Christian Zervos et le sculpteur Giacometti, autour de débats au café Mabillon ou dans sa vie nocturne à Saint-Germain-des-Prés où il côtoie également le poète (es) Rafael Lasso de la Vega, l'écrivain Guillermo de Torres, (es) Antonio Quirós, le peintre Emili Grau i Sala ou ses amis proches les peintres Jaime del Valle-Inclán et (en) Luis Marsans.

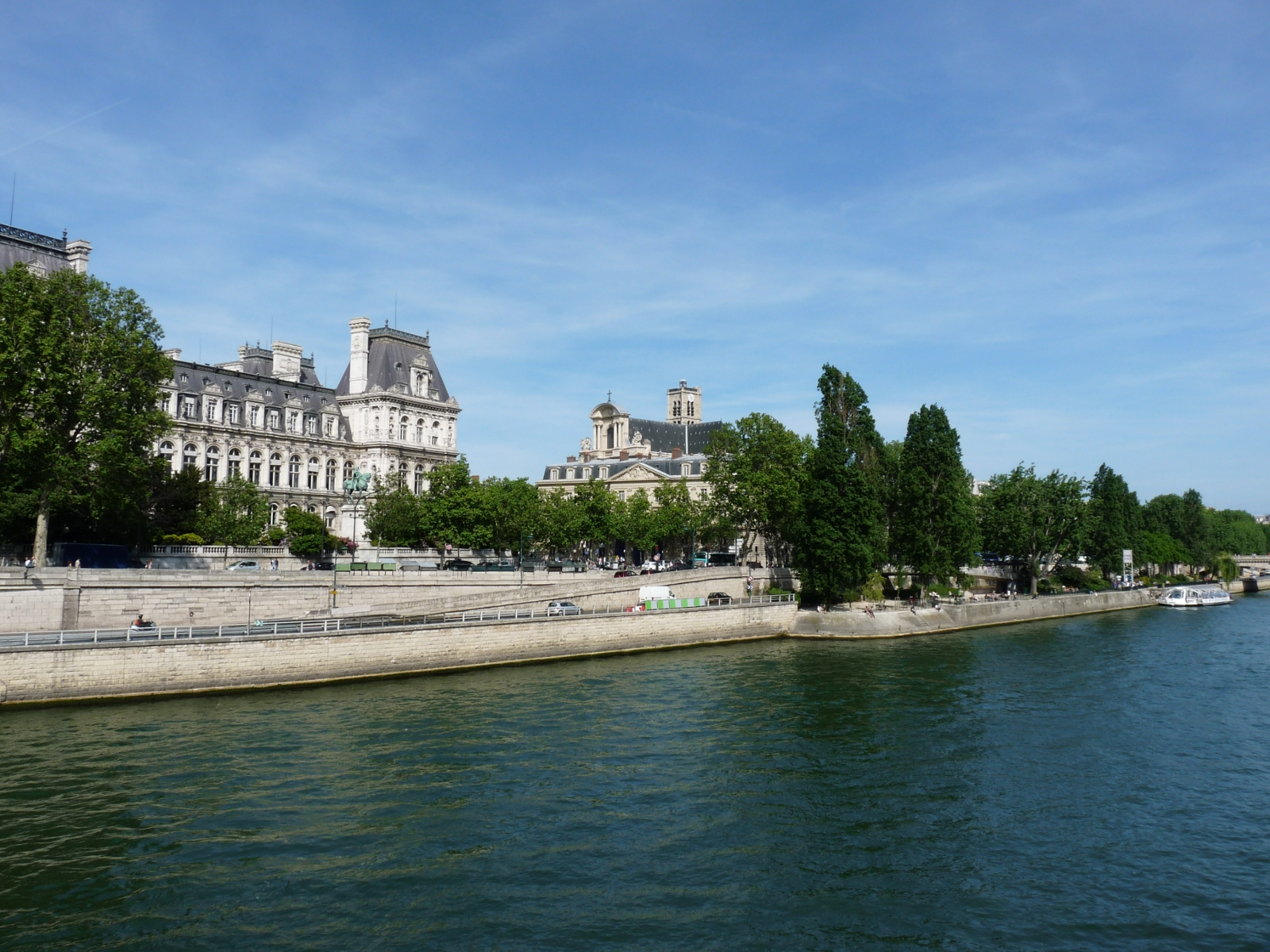
Quai de l'Hôtel de Ville à Paris

Il s'installe en 1951 au Quai de l'Hôtel-de-Ville, dans une vieille maison qui devient définitivement sa demeure et son atelier « ouvert sur la Seine » qui inspire certaines de ses toiles,.
En 1955, Jordi Benet écrit le premier essai sur sa peinture dans le livre Exponente de la pintura moderna (Représentant de la peinture moderne),.
Il fait un voyage en Italie où il rencontre Luisangela Galfetti, une Suissesse italienne de Ticino à Ludiano, qui avait fui la Suisse à 20 ans, qu'il épouse en 1958. Il installe alors sa famille et son atelier dans un appartement de trois niveaux appartenant à la ville de Paris, dans Le Marais, quai de l'Hôtel-de-Ville, face à l'île Saint-Louis.[réf. nécessaire]
Il rencontre par hasard à Cannes, Pablo Picasso qui lui dit « Vous êtes l'ami de mes neveux et je ne vous ai jamais vu... ma porte vous est ouverte. » Proposition restée sans suite.
Il voyage en Allemagne, Autriche, Belgique, en 1960.
Son fils Manuel naît en août 1962, accueilli dans une torre, la maison de plain-pied au toit plat achetée la même année par ses parents à Horta, suivi par Giovanna en décembre 1963 à Paris,. A la même époque, Xavier Valls réalise trois vitraux à Marcillac en Corrèze pour la chapelle privée Notre-Dame-de-la-Paix d'Edmond Michelet, futur ministre de la Culture.
En juin 1969, il expose trente toiles et dessins à la galerie d'Henriette Gomes, 6, rue du Cirque à Paris, qui lui ouvre les portes du succès.

### Retour en Espagne
Il repart vivre à Barcelone, où il meurt dans sa maison de Horta, le 16 septembre 2006,.
Il reçoit en 1993 la Médaille d'or du mérite des beaux-arts, est fait commandeur des Arts et des Lettres en France en 2000 et reçoit la même année le prix national des arts plastiques de Catalogne.

## Œuvre
Xavier Valls est un peintre réaliste ; le critique d'art et poète (es) Juan Manuel Bonet le définit comme un artiste intemporel. Son œuvre est composée de natures mortes, de paysages (en particulier de la Seine et du paysage vu depuis ses fenêtres) et de portraits. Les peintures caractéristiques de sa première période sont en lien avec le cubisme, avec de forts contrastes de couleurs et des formes géométriques.
En 2019, l’Institut Cervantes inaugure la première rétrospective à Paris du peintre,.
Son catalogue raisonné compte  46 toiles. 

## Expositions, prix
- 1951, Galerie Syra à Barcelone[3]
- 1952, 5e Salon d'octobre (Salón de Octubre) à Barcelone[2]
- 1953, expose Salon des indépendants de Paris[2]
- 1953, première exposition personnelle de 12 toiles, Sala Vayrada, à Barcelone
- 1955, exposition « Jeune peintres espagnols », Cité universitaire à Paris. Il obtient le 1er prix de nature morte[2]
- 1955, expose à la 3e Biennale hispano-américaine, à Barcelone
- 1963, première exposition personnelle, galerie Henriette Gomès, à Paris
- 1974, exposition personnelle, galerie Theo, à Madrid[4]
- 1977, exposition galerie Sa Plata de Majorque
- 1979, galerie Henriette Gomes, Paris[4]
- 1980, prix Drouant, prix de la critique française décerné à Florence
- 1981,
  - galerie Claude Bernard, Paris[4]
  - première grande rétrospective au Musée Inges de Montauban[4]
- 1982, exposition « Xavier Valls », organisée par le ministère de la Culture espagnole à Madrid à la Dirección General de Bellas Artes[4], 140 œuvres exposées
- 1985, exposition au musée d'art moderne de Barcelone
- 1989, exposition « Les paysages dans l'art contemporain », école nationale supérieure des beaux-arts de Paris
- 2005, galerie Juan Gris, Barcelone[4]

## Conservation
- Musée national centre d'art Reina Sofía, Madrid[4]